# Raymond Gausse
Raymond Gausse, né le 2 avril 1961, à Memphis, dans le Tennessee, est un ancien joueur portoricain de basket-ball. Il évolue durant sa carrière au poste d'arrière.

## Palmarès
- Champion des Amériques 1989
- Finaliste du championnat des Amériques 1988
- Vainqueur des Jeux panaméricains de 1991